# Union Street (Boston)
Pour les articles homonymes, voir Union Street.
Union Street est une rue du quartier de North End de la ville de Boston, dans le Massachusetts, aux États-Unis. Orientée nord-sud, parallèle à Congress Street, elle commence à Hannover Street, en face de la gare de Haymarket, et se termine à North Street. Elle est traversée par la célèbre Freedom Trail, qui conduit à tous les lieux historiques bostoniens de la Révolution américaine.

## Histoire
Avant 1828, date à laquelle elle fut élargie, elle se nommait Green Dragon Lane. Au nord de la rue, jusqu'en 1854, se trouvait le bâtiment abritant la Taverne Green Dragon (Green Dragon Tavern en anglais) qui fut le quartier général des révolutionnaires américains, les Fils de la Liberté, le Committee of correspondence et le Boston Caucus s'y réunissaient.
À l'angle de Marshall Street et Union Street se dresse un bâtiment construit en 1717. Il fut tout d'abord une demeure privée, puis un magasin de soieries et pendant la guerre d'indépendance le quartier général du trésorier de l'Armée continentale. En 1796, l'un des appartements du second étage est loué par un professeur de français, Louis-Philippe Ier. Finalement en 1826, le bâtiment devient un célèbre restaurant bostonien, l'Union Oyster House, où l'on pouvait croiser Daniel Webster ou plus tard John Fitzgerald Kennedy et plus récemment William Jefferson Clinton.
Dans les années 1990, la façade ouest de la rue est transformée en un monument à la mémoire des victimes de l'Holocauste, le New England Holocaust Memorial. Inauguré en 1995, il consiste en un espace vert, planté de six tours de verre.

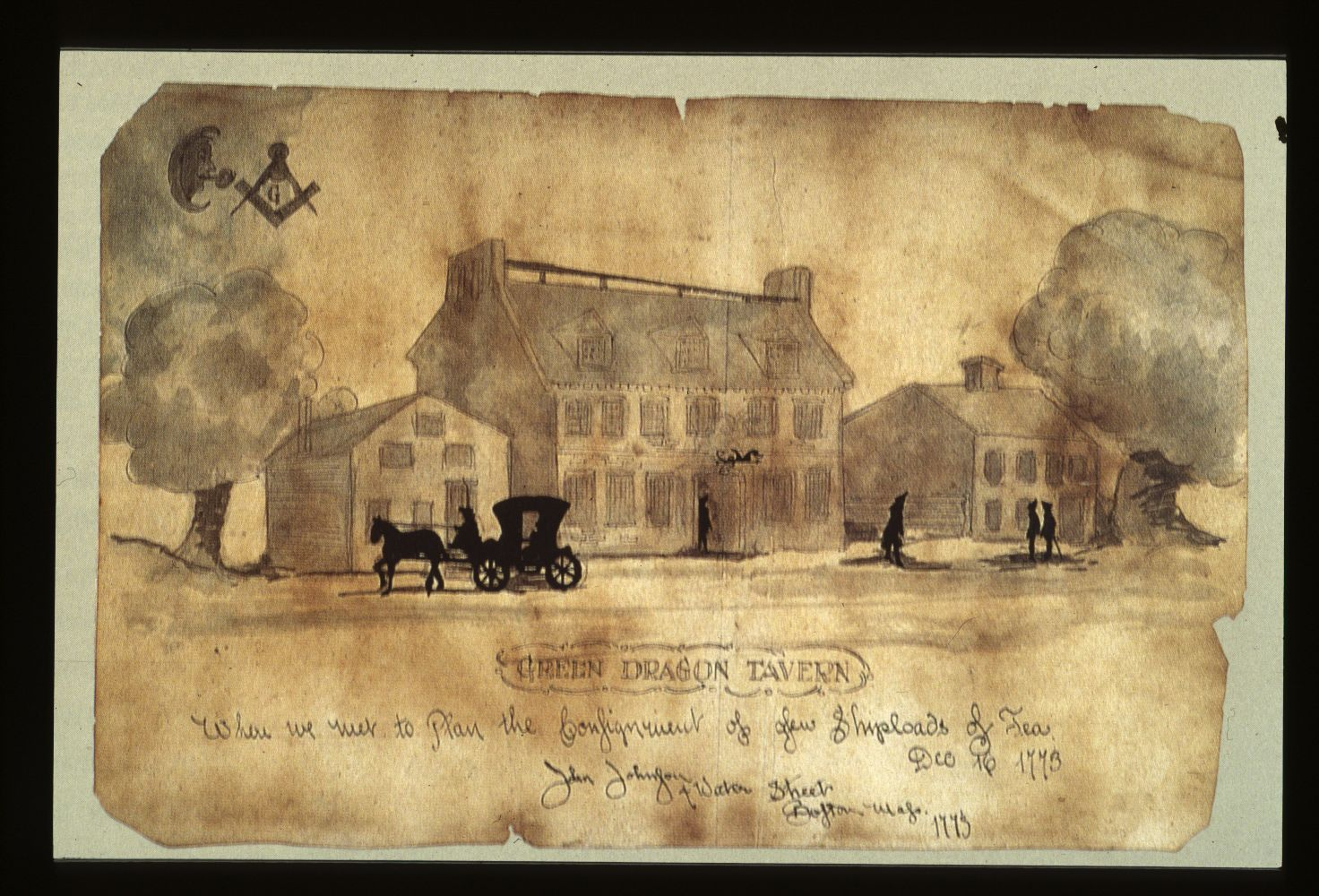
Aquarelle représentant la Green Dragon Tavern d'Union Street. Sous le dessin est écrit à la plume :
Green Dragon Tavern où nous nous sommes rencontrés pour concevoir la confiscation de quelques cargaisons de thé, 16 décembre 1773. Signature : John Johnston.